# 至妙寺
至妙寺登記全名為台北市北投至妙寺，位於台灣台北市東昇路，為主祀釋迦牟尼之佛教廟宇。該建物興建於1971年，今為位於台北北投區之仿古廟宇建築。另外，該廟宇的組織型態為管理人制，祭典日期則是每年農曆之六月十九。